# Memórias Encontradas numa Banheira
Memórias encontradas numa banheira é um romance de ficção científica de Stanislaw Lem, publicado originalmente em polaco com o título Pamiętnik znaleziony w wannie em 1961.
Foi publicado em inglês em 1973 (ISBN 0-8164-9128-3) e 1986 (ISBN 0-15-658585-5). Foi publicado em Portugal pela Editorial Caminho em 1984.

## Resumo
A história passa-se num futuro distante e conta-nos na primeira pessoa o relato da insanidade burocrática de uma organização militar encerrada dentro de um complexo subterrâneo sem qualquer contacto com o mundo exterior. Trata-se de um delírio kafkiano em que este agente tem de tentar cumprir uma missão misteriosa e nunca bem esclarecida de "investigar localmente, controlar, pesquisar, eventualmente provocar. Ponto. No dia N, à nécima hora, no Nécimo sector da secção N(...)".
O narrador vive numa sociedade de antiutopia onde nada é o que parece, o caos comanda todos os acontecimentos e toda a gente vive em suspeita paranóica do vizinho.
Para não perder a sua sanidade, o protagonista começa a escrever um diário que será encontrado milhares de anos depois e analisado pelo historiadores que lhe darão o título "Crónicas do Homem do Neogeno" ou "Memórias encontradas numa banheira"